# Nasser Bouiche
Nasser Bouiche (Algeri, 18 giugno 1960) è un ex calciatore algerino, di ruolo centrocampista.

## Carriera

### Club
Ha sempre giocato nella prima divisione algerina.

### Nazionale
Con la maglia della nazionale ha disputato due edizioni della Coppa d'Africa; in precedenza aveva partecipato anche ai Mondiali Under-20 del 1979.